# Ponte de Rača
A ponte de Rača (Мост у Рачи, Most u Rači) é uma ponte rodoferroviária sobre o rio Sava, que liga as localidades de Sremska Rača na Sérvia e Bosanska Rača na Bósnia e Herzegovina.
No local há uma ponte mais antiga, construída por trabalhadores italianos em 1934. Em 2006, como parte do Plano Nacional de Investimentos, o governo da Sérvia decide construir uma nova ponte, chamada Evropa ("Europa"), ao lado da ponte antiga.